# Canadian Forces Base Kingston
Canadian Forces Base Kingston är en militärbas i Kanada.   Den ligger i provinsen Ontario, i den sydöstra delen av landet, 140 km söder om huvudstaden Ottawa. Canadian Forces Base Kingston ligger 114 meter över havet.